# Adam Woźnica
Adam Woźnica (9 de mayo de 1994) es un jugador profesional de voleibol polaco, juego de posición central. Desde la temporada 2019/2020, ha estado jugando para el equipo KPS Siedlce.